# Bassus cupressi
Bassus cupressi är en stekelart som först beskrevs av Muesebeck och Walkley 1951.  Bassus cupressi ingår i släktet Bassus och familjen bracksteklar. Inga underarter finns listade.